# Astrolabe-Insel
Die Astrolabe-Insel (französisch île de l'Astrolabe, englisch Astrolabe Island, in Argentinien Isla Astrolabe, in Chile Isla Astrolabio) ist eine in der Bransfieldstraße westlich der antarktischen Trinity-Halbinsel gelegene Insel. Sie ist unbewohnt, hat eine Länge von etwa 4,8 km und beherbergt verschiedene Pinguinarten (u. a. Esels- und Adeliepinguine).
Entdeckt und benannt wurde die Insel während der ersten französischen Antarktisexpedition (1837–1840) unter Jules Dumont d’Urville. Eines seiner Schiffe hieß L’Astrolabe, benannt nach dem Schiff des berühmten, aber im Jahr 1788 verschollenen Seefahrers, Weltumseglers und Geographen Jean-François de La Pérouse. Dieses Schiff war auch namensgebend für die Insel.
Die Insel befindet sich im argentinischen, britischen und chilenischen Antarktisterritorium, diese Ansprüche ruhen aber seit Inkrafttreten des Antarktisvertrages.